# Castelluccio dei Sauri

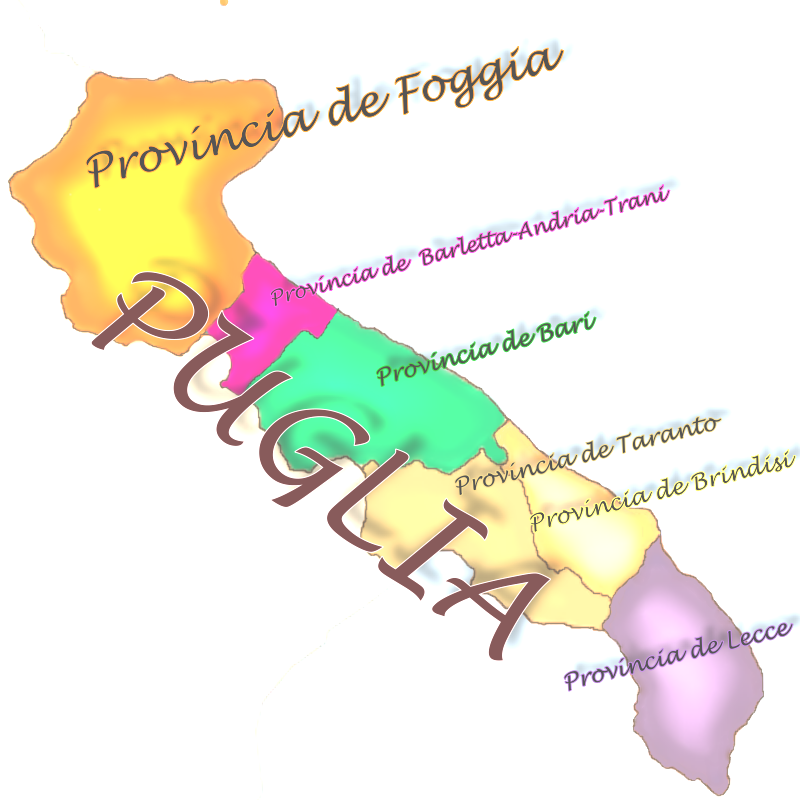
Puglia

Castelluccio dei Sauri, província de Foggia, Puglia

Castelluccio dei Sauri é uma comuna italiana da região da Puglia, província de Foggia, com cerca de 2.114 habitantes. Estende-se por uma área de 51,31 km², tendo uma densidade populacional de 41,8 hab/km². Faz fronteira com Ascoli Satriano, Bovino, Deliceto, Foggia, Orsara di Puglia, Troia.

## História
Embora não haja provas escritas, Castelluccio dei Sauri parece ter origem muito antiga, testemunhada pelos inúmeros achados arqueológicos dos tempos pré-romanos recuperados na área que a circunda. A comprovação vem pela descoberta de numerosas estelas, algumas das quais estão preservadas no Museu Cívico de Bovino.
Alguns estudiosos identificam o lugar com o ópido, de águas benéficas e saudáveis, mencionado na quinta sátira de Horácio que conhecia bem os vilarejos que circundavam a Via Ápia, em viagens freqüentes entre Roma e Brindisi, local de embarque para a Grécia.
Por volta do ano mil, com a unificação da Itália meridional, os normandos construíram numerosas fortificações rurais semelhantes a pequenos castelos rodeados de muralha circular. Tais assentamentos tinham o propósito de reunir os agricultores para o cultivo e desenvolvimento do território, assim como equipar os militares.
Os normandos conquistaram os assentamentos bizantinos e Castelluccio poderia ser um deles devido ao "Saurorum" (dei Sauri), provavelmente repovoado por um grupo da cavalaria Isáurica (Exército bizantino).
O primeiro documento sobre a existência do lugar remete ao ano de 1118, quando o conde Robert II de Loretello fez uma doação ao Capítulo da Igreja de Bovino.
Sob o domínio de Frederico II, o lugar tornou-se uma "fazenda”, unidade produtiva agro-pastoril. Após sua morte e o fim de sua dinastia em 1273, o feudo de Castelluccio dei Sauri foi atribuído a Ugo di Brienne, conde de Lecce.
Em 1324 Roberto d’Angiò reconfirmou a doação de Casale di Castelluccio ao Capítulo de Bovino e a partir de 1390, o povoado entrou em fase de declínio, levando à desertificação completa entre 1415 e 1446. Mais tarde foi repovoado, mas em 1549, devido à natureza violenta de habitantes albaneses com rituais grego-ortodoxos, foi destruído.
Em 1564, Giovanni Guevara, nobre de Bovino, comprou a propriedade de Castelluccio dei Sauri das mãos de Fabrizio Mormile, fazendo parte do estado feudal de Guevara até 1860, quando surgiu o Reino de Itália.
Na primeira década do século XX, Castelluccio dei Sauri era muito pobre e após as guerras mundiais, ficou em total miséria.
Muitos habitantes partiram em busca de trabalho na América, Alemanha, Suíça, Milão, Turim e Prato. Passados alguns anos, enviaram as poupanças, tornando a vida local muito melhor.
Infelizmente em 23 de novembro de 1980, houve um terremoto. Os edifícios mais antigos sofreram danos e foram reconstruídos ou renovados. A igreja paroquial de S. Salvatore foi fechada e reaberta ao culto em 08 de agosto de 1992.
Hoje Castelluccio dei Sauri faz parte do turismo arqueológico. Tem uma economia em crescimento, com a construção do grande Hipódromo dei Sauri, em 1995.

## Demografia
| Variação demográfica do município entre 1861 e 2011                               |
|                                                                                   |
| Fonte: Istituto Nazionale di Statistica (ISTAT) - Elaboração gráfica da Wikipedia |

Balanço demográfico 2010: População em 1º de janeiro

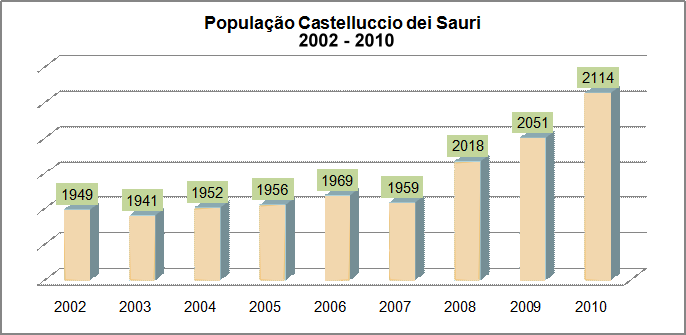
2002 a 2010

- Homens: 1060
- Mulheres: 1054
- Total: 2114
- Número de famílias: 849
- Média de pessoas por família: 2.52

## Monumentos e locais de interesse
- Igreja de San Gerardo
- Igreja de San Salvatore
- Igreja da Madonna delle Grazie
- Cisterna de Annibale

## Galeria fotográfica

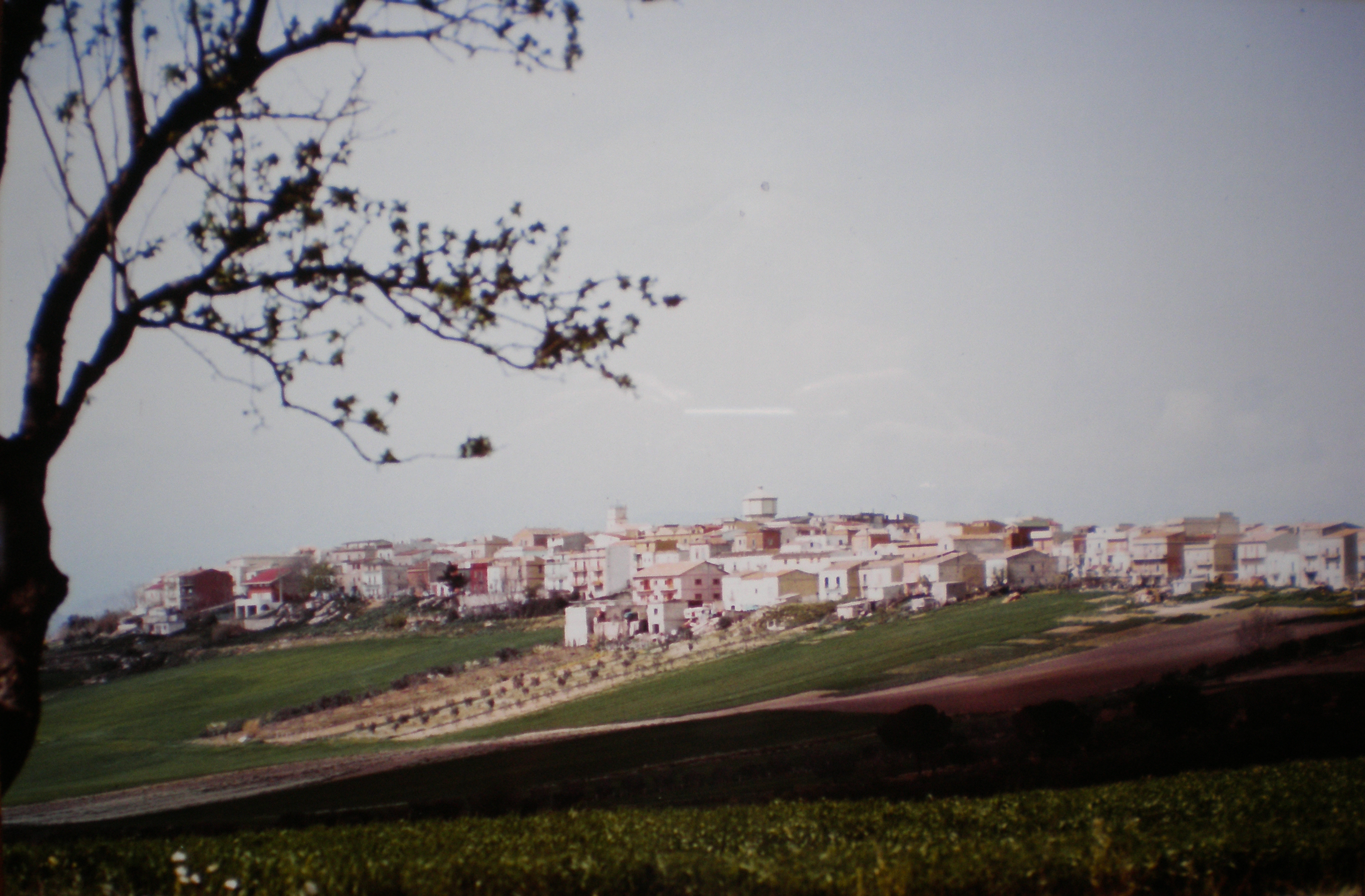
Castelluccio dei Sauri:vista do sudeste
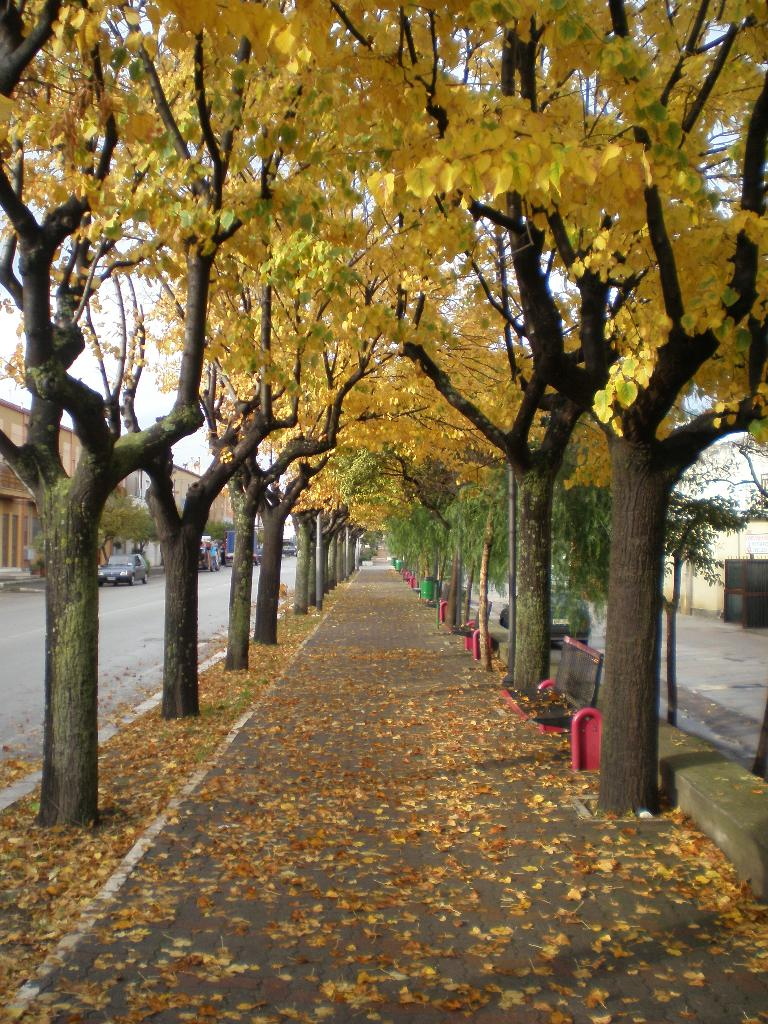
Via dos enamorados
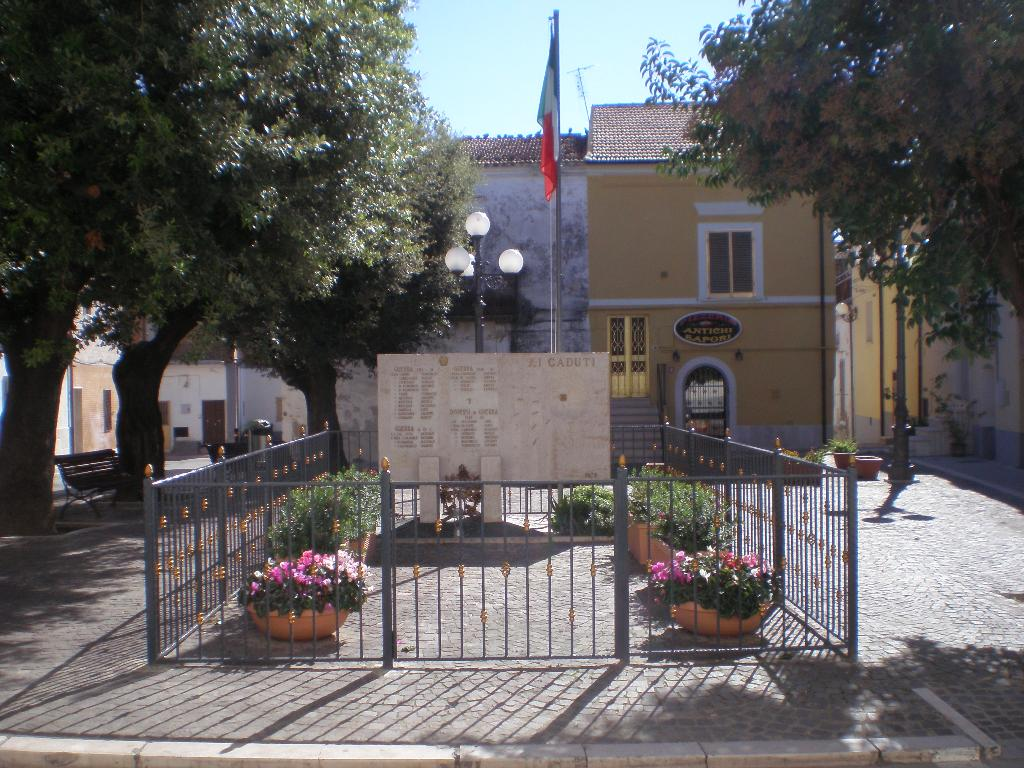
Monumento aos mortos na Guerra
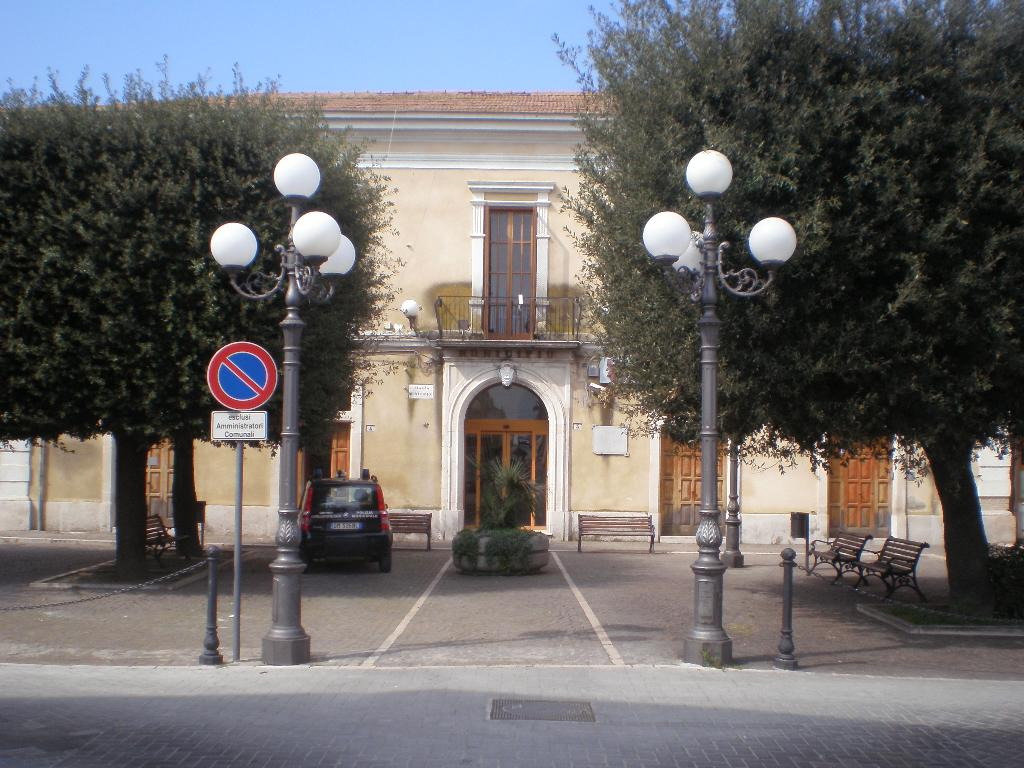
Prefeitura
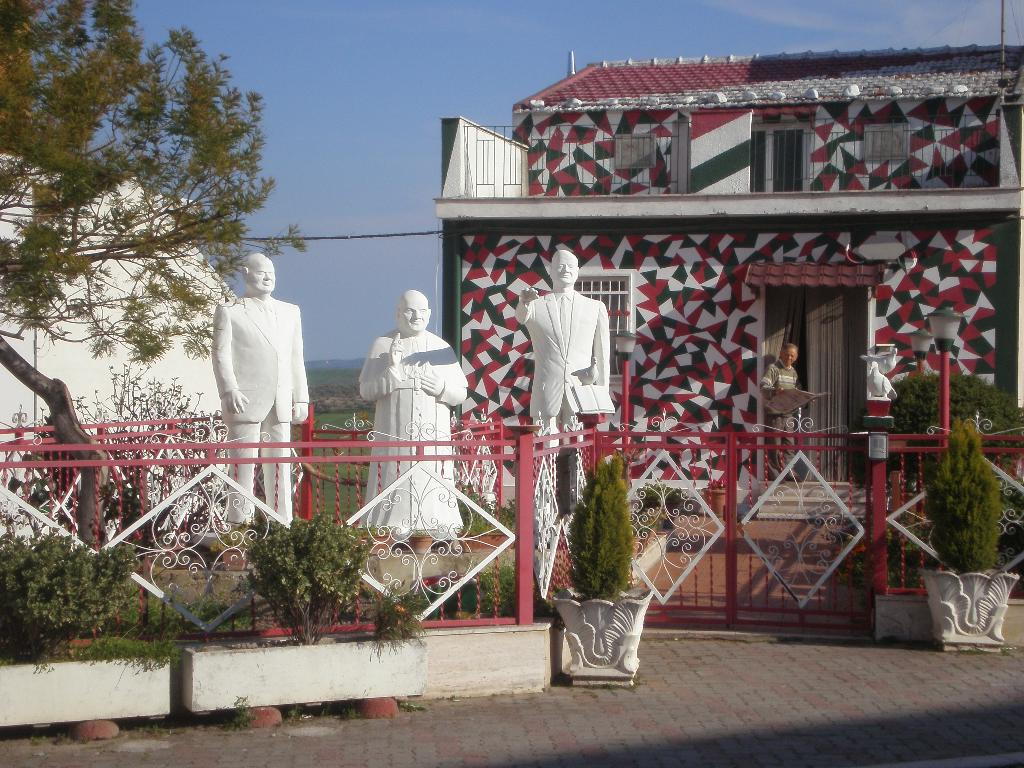
Villetta Montecalvo
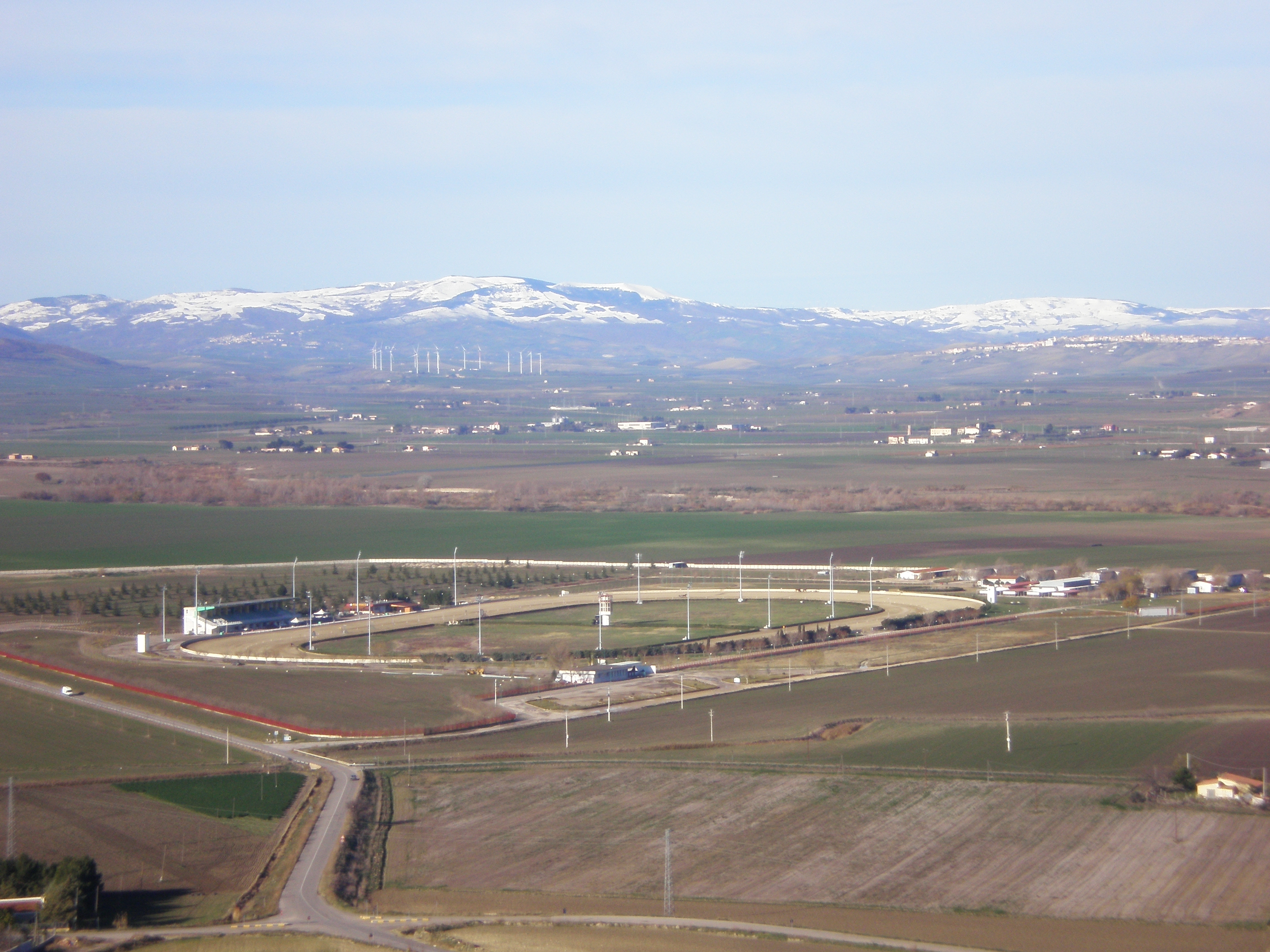
Hipódromo dei Sauri
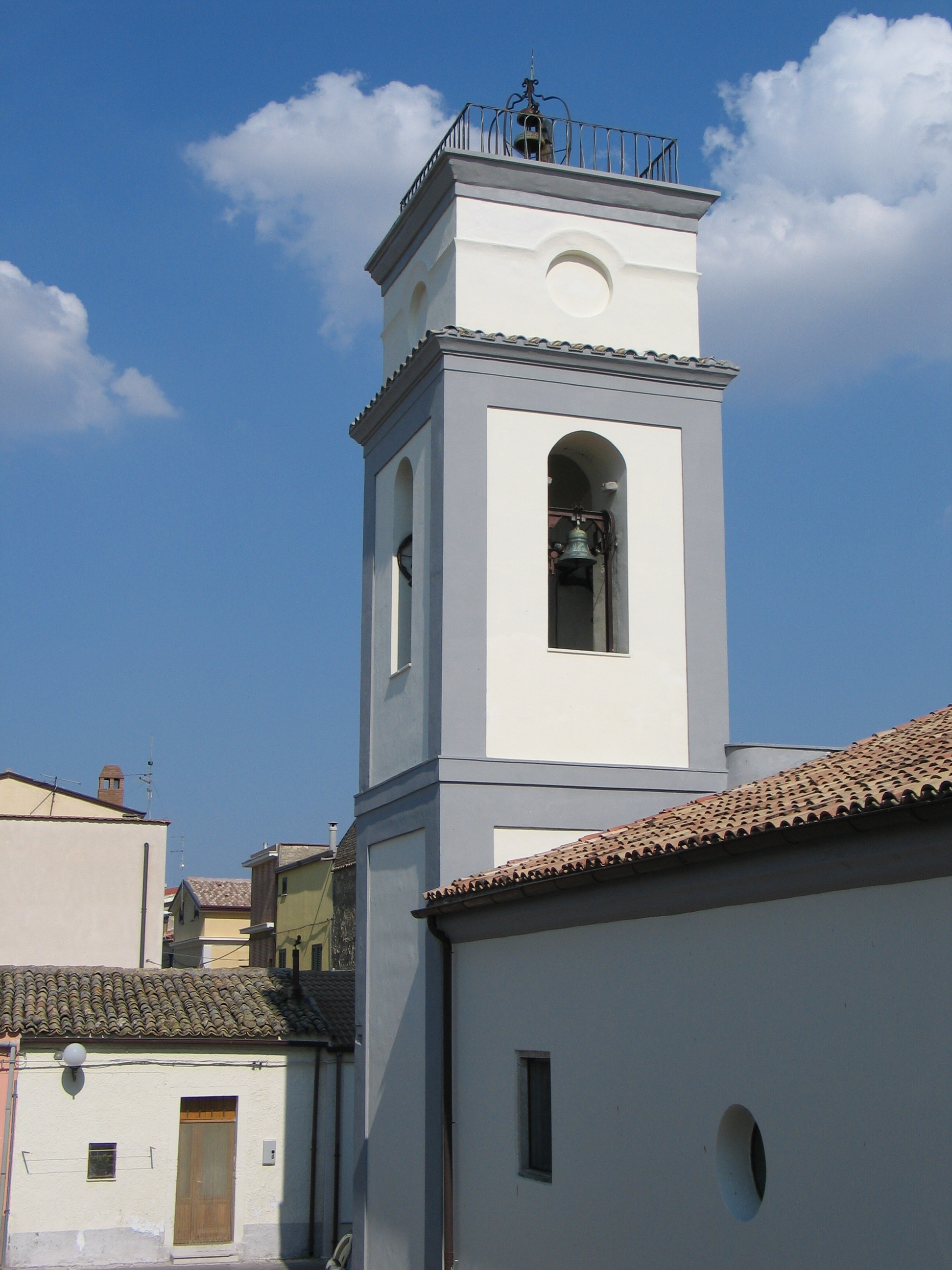
Igreja S.Salvatore
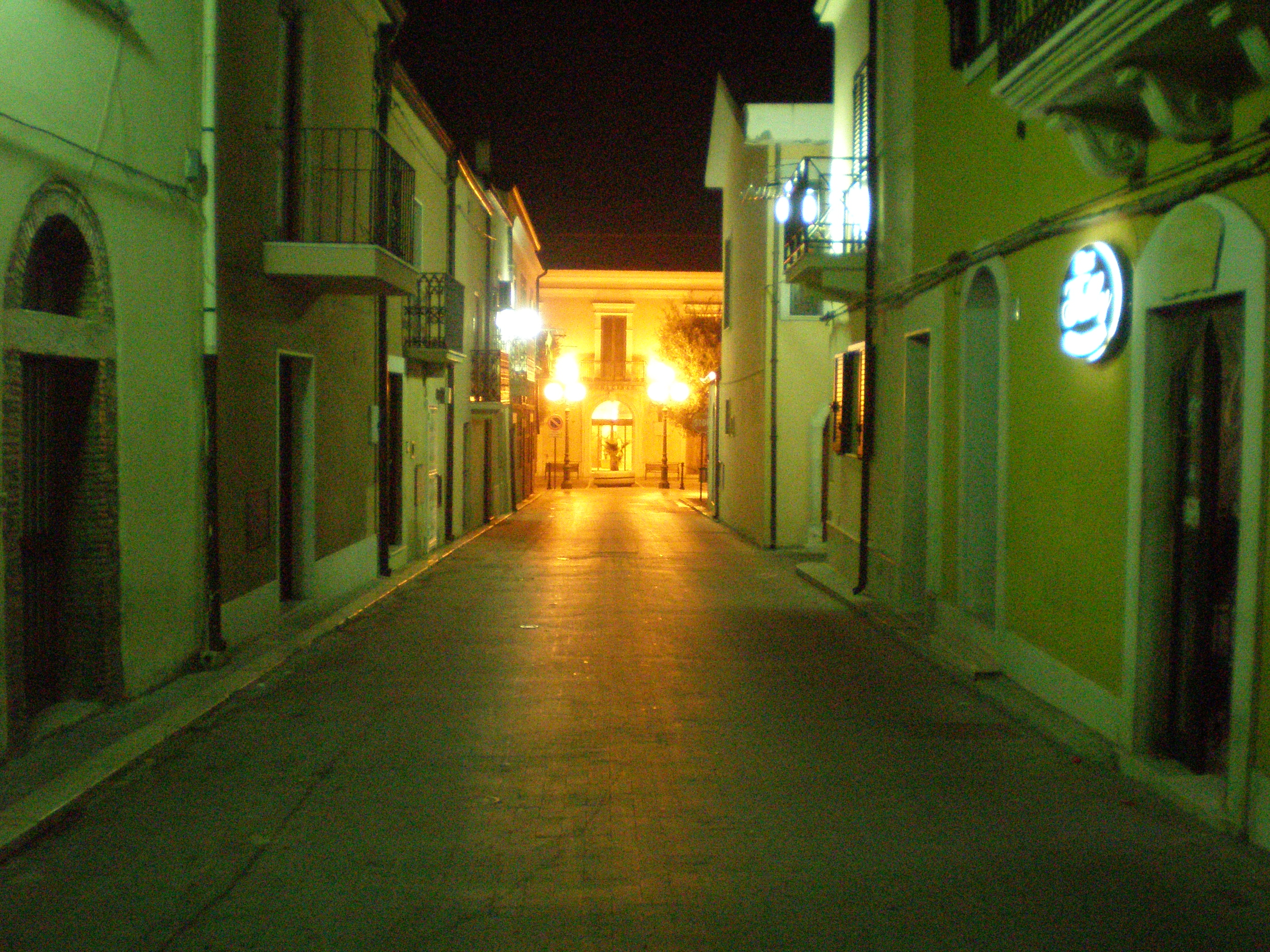
Rua 4 de Novembro
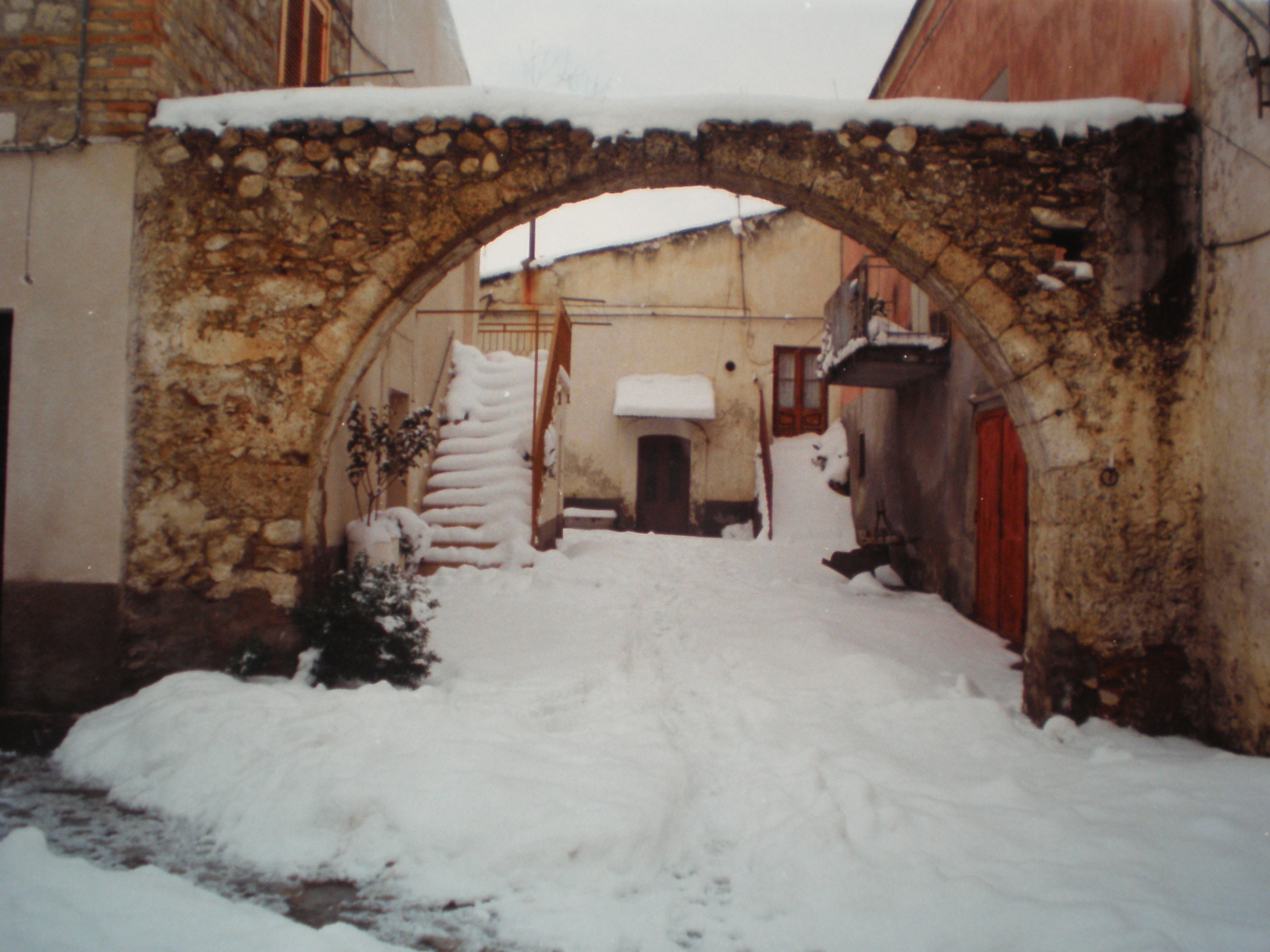
Arco
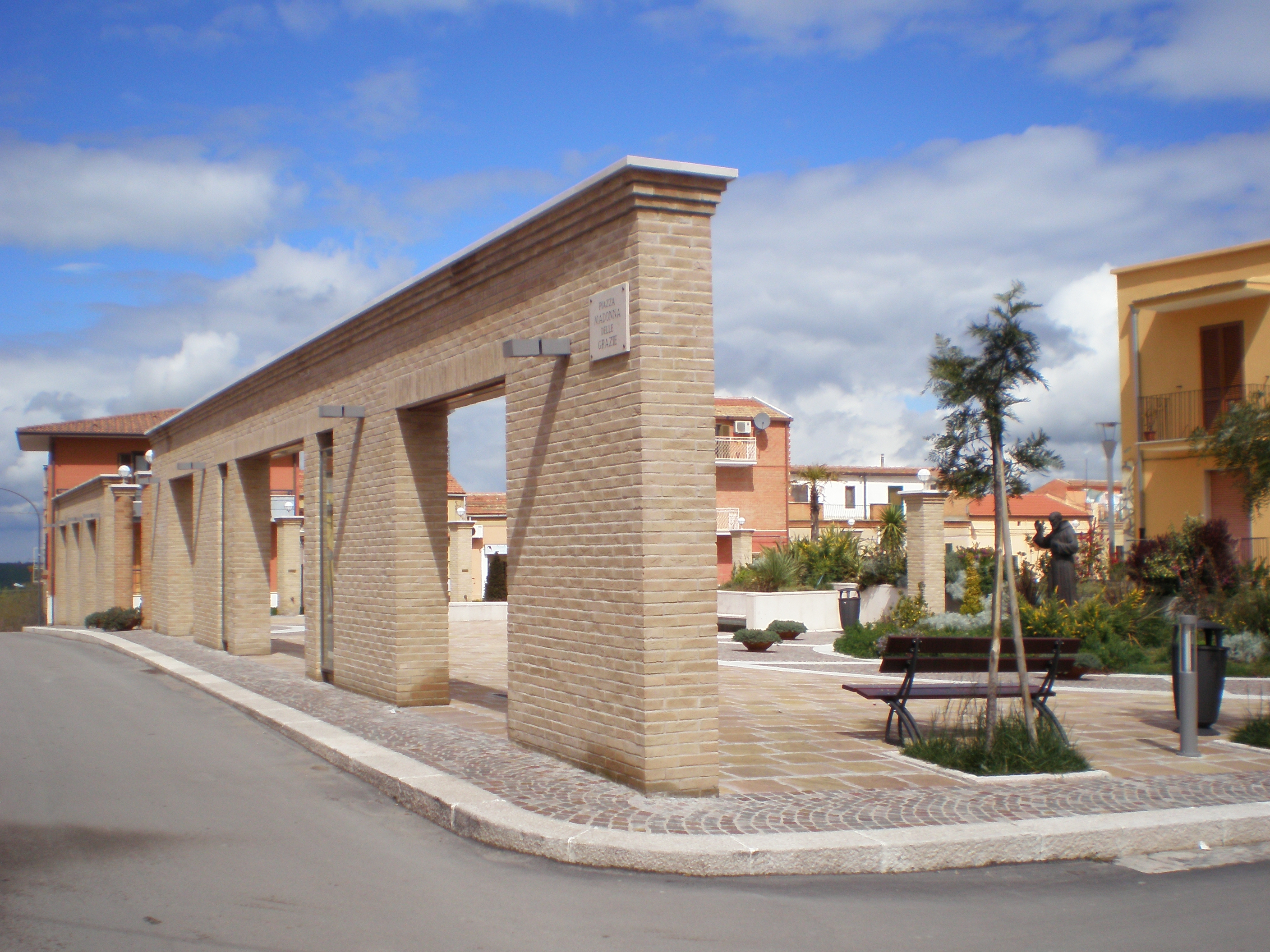
Nova praça Madonna delle Grazie
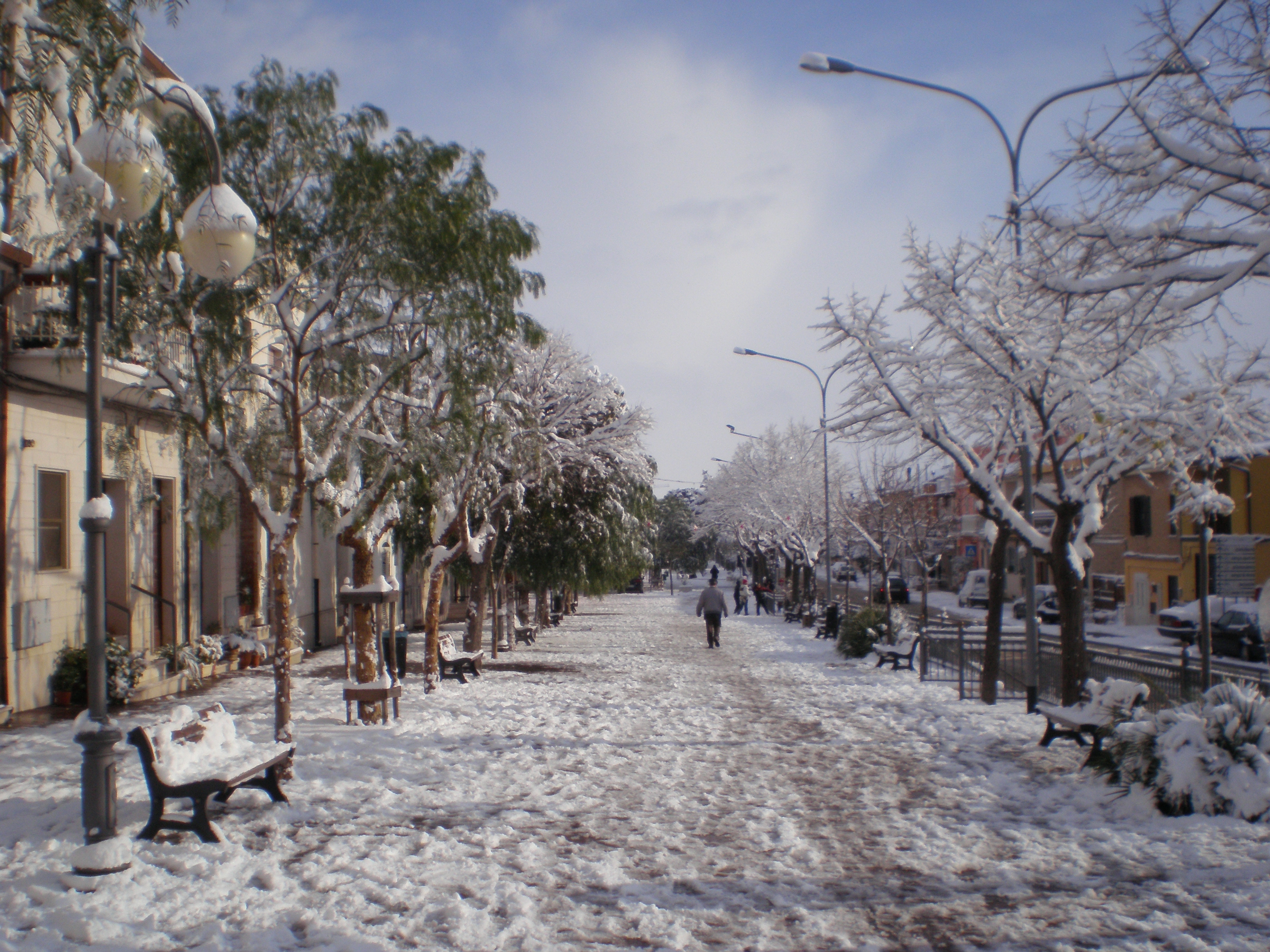
Via Roma
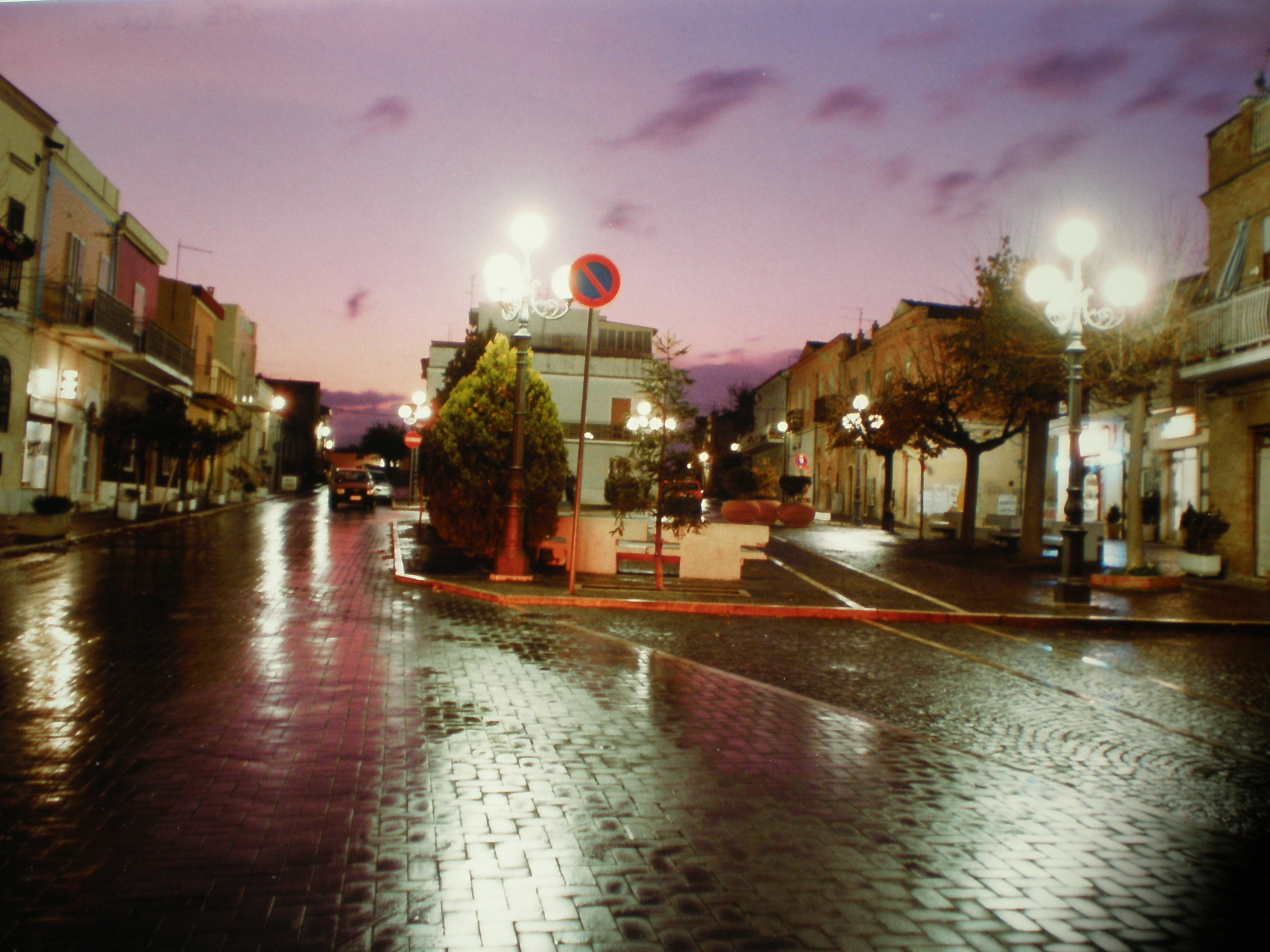
Praça Cesare Battisti
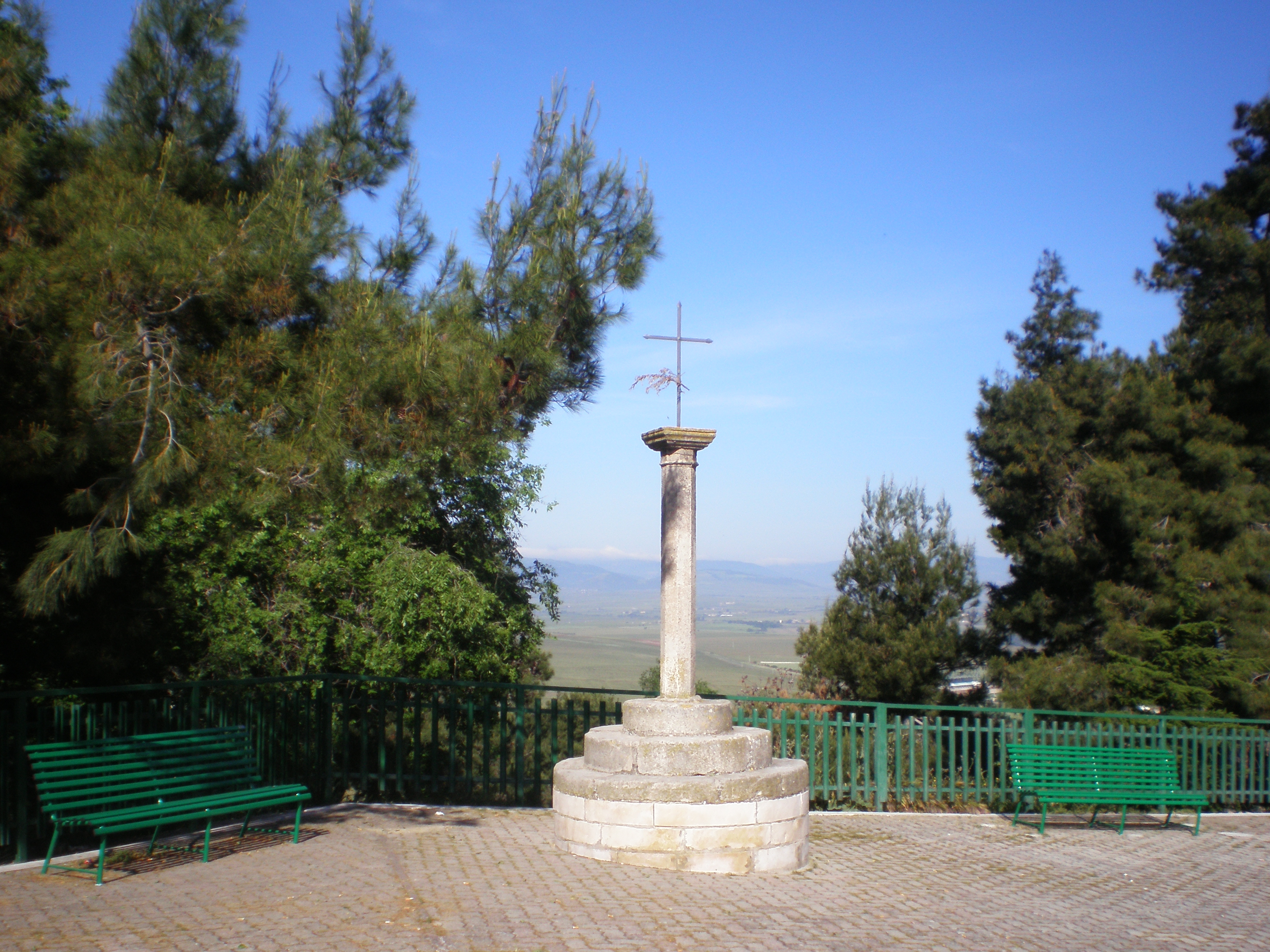
Monumento à cruz
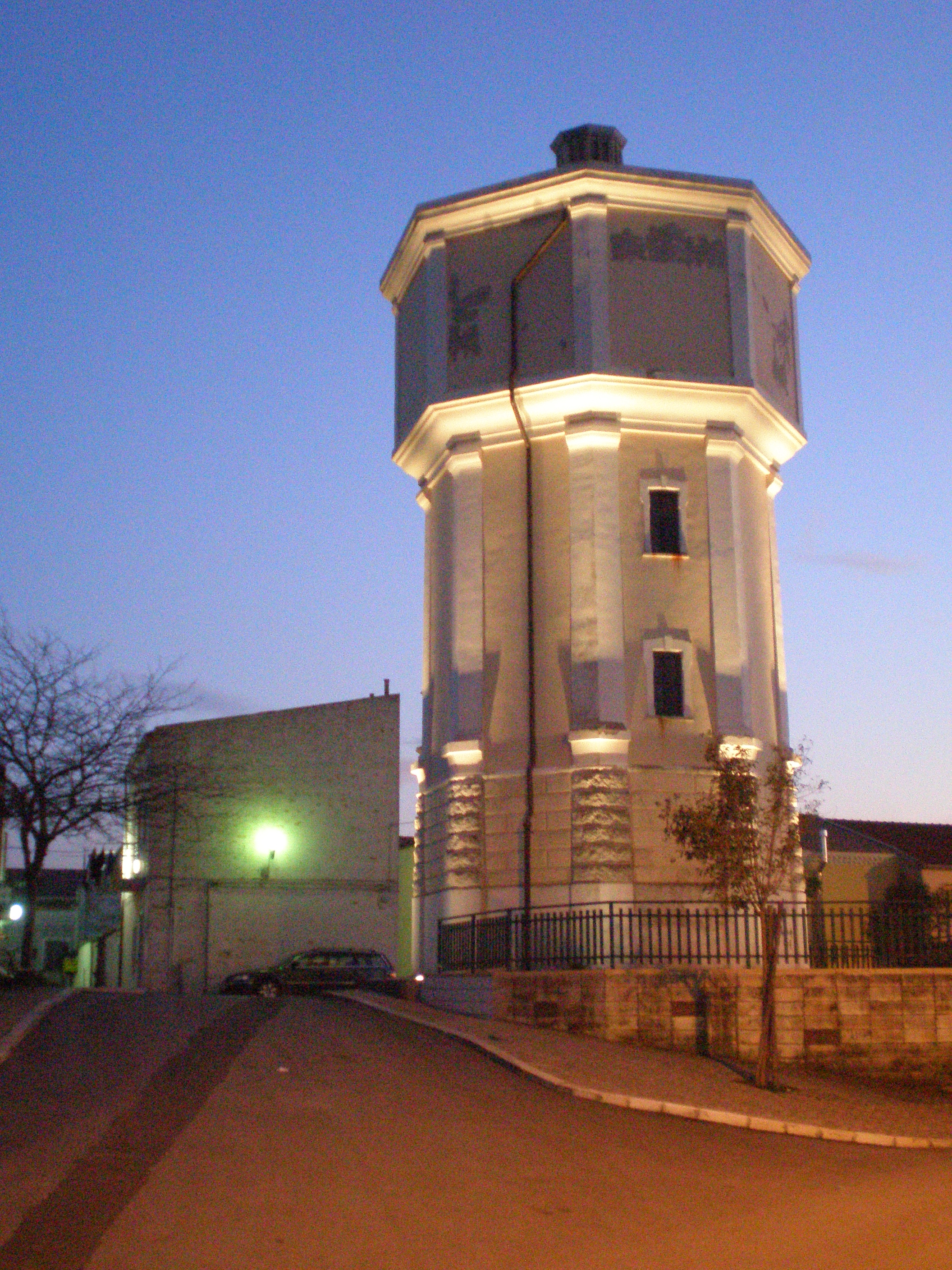
Caixa d'água
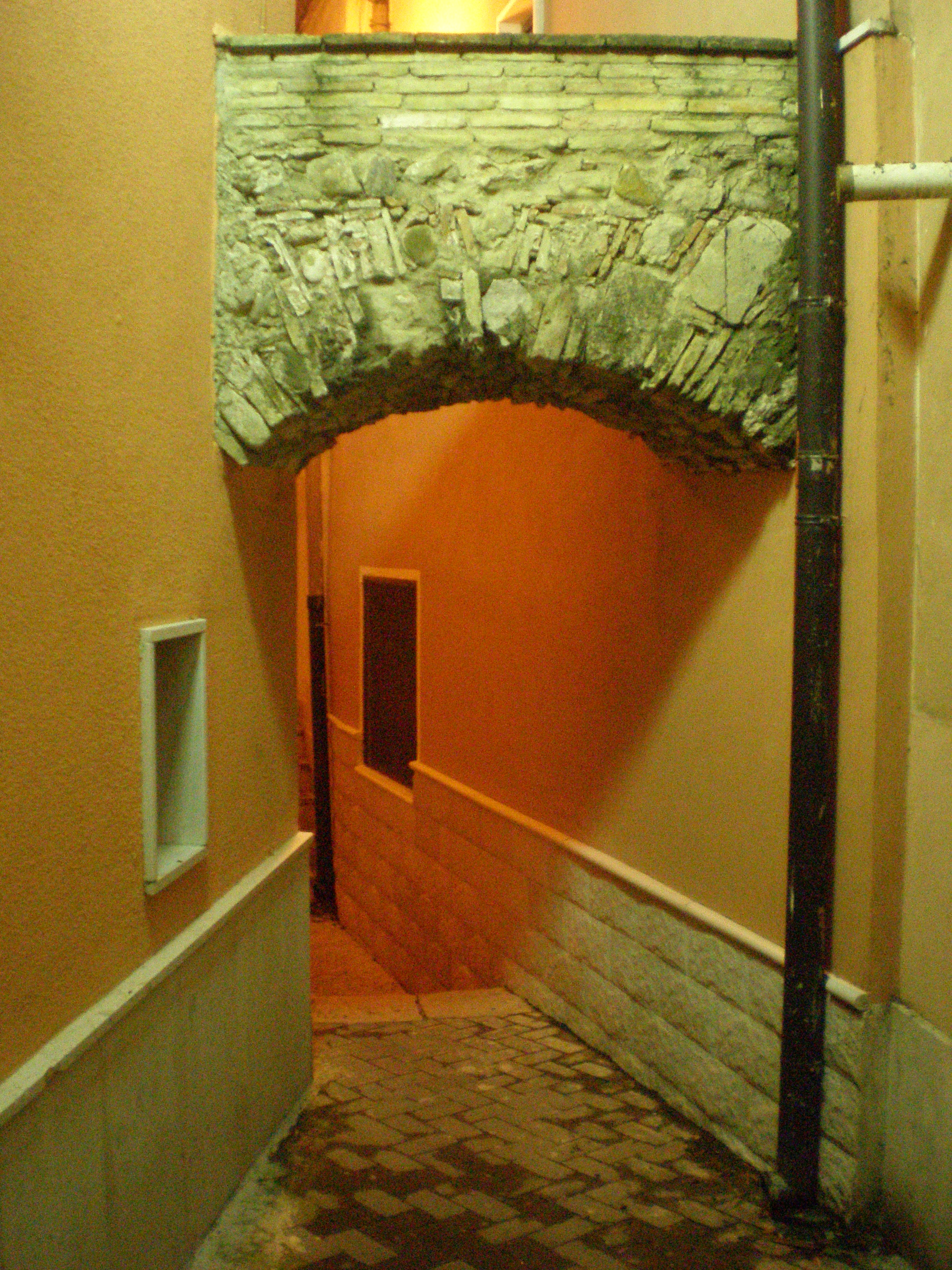
Arquitetura